# Абрабанель, Ицхак
Дон Ицхак бен-Иегуда Абрабанель (ивр. דון יצחק בן יהודה אַבְּרַבַנְאֵל‎; 1437, Лиссабон — 1508, Венеция) — еврейский учёный, комментатор Танаха, государственный деятель.

## Биография
Был приближённым португальского короля Афонсу V, при дворе которого занимал значительный пост. Со смертью Афонсу и восшествием на престол Жуана II (João II), Абрабанель в 1482 бежал в Кастилию, где в 1484 стал министром финансов у Фердинанда Католического, и на этом посту его застал эдикт 1492 об изгнании евреев из Испании. Абрабанель горячо вступился за своих единоверцев, но его старания не привели к результату при религиозном фанатизме католических королей, разжигавшемся главным инквизитором Томасом Торквемадой. Лично для Абрабанеля король хотел сделать исключение, но Абрабанель предпочёл разделить участь своих братьев.
Он отправился в Неаполь, откуда после взятия этого города французами при Карле VIII в 1495 году он вместе со свергнутым королём Альфонсом II бежал в Мессину. После смерти Альфонса в том же году Абрабанель поселился в Корфу, а в 1496 году — в маленьком городке Монополи, в провинции Апулии, где в тихом уединении посвятил себя обработке своих многочисленных сочинений.
Вызванный оттуда в 1503 году венецианским правительством для улаживания спора, возникшего между Венецией и Португалией, Абрабанель умер в Венеции в 1508.
Абрабанель написал на древнееврейском языке (библейский иврит) много книг богословско-философского содержания, в том числе комментарии ко всем книгам Танаха (Св. Писания), к Мишне, на трактат «Авот», к философской книге Маймонида «Море-Невухим» («Путеводитель растерянных»).
Многие из комментариев и сочинений Абрабанеля были переведены на латинский язык.
У Абрабанеля было три сына, Иегуда, Иосиф и Самуил.
Из них более известен старший, Иегуда, прозванный итальянцами по его профессии медика «Leon Medigo Hebreo». Из его сочинений пользовалась в своё время большой популярностью его книга «Dialoghi di amore» («Диалоги о любви»), написанная в духе философии Платона (неоплатонизм). Она была издана в Риме в 1535 году и переведена на несколько европейских языков.
Согласно письму Леонида Пастернака поэту Хаиму Нахману Бялику, хранящемуся в архиве Дома-музея Бялика в Тель-Авиве, семья Пастернак вела свою родословную от дона Ицхака Абрабанеля.